# 후지키 마유코

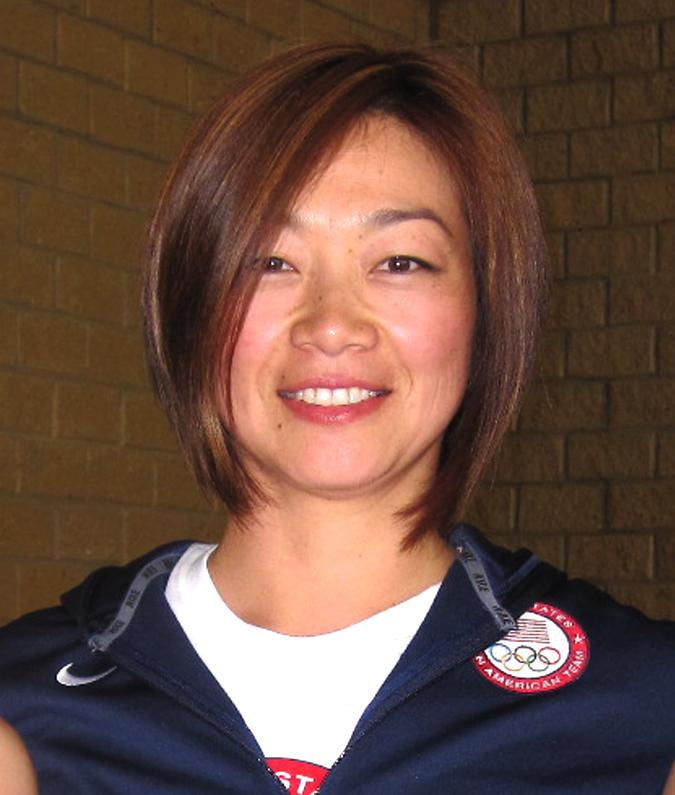

후지키 마유코(藤木麻祐子, 1975년 6월 21일 ~ )는 일본 출신의 아티스틱스위밍 코치이다. 스페인 싱크로나이즈드 수영 국가대표팀의 수석 코치이다.

## 안무
후지키는 안무, 음악 선택 및 제작으로 높은 평가를 받았다. 호주, 그리스, 헝가리, 후난성, 콜롬비아 국가대표팀의 안무가로 초청받았다. FINA에서 가장 많은 훈장을 받은 여자 수영 선수로 인정받은 오나 카보넬은 후지키의 루틴 덕분에 2019년 세계 선수권 메달을 획득한 공로를 인정했다. 이 루틴에서 후지키는 공연에 반주로 전통적인 음악을 사용하는 대신 스포츠가 어떻게 사람들을 하나로 묶는가에 대한 넬슨 만델라의 연설만을 사용했다.